# Vanessa Marano
Vanessa Nicole Marano (Los Ángeles, California; 31 de octubre de 1992) es una actriz estadounidense. Protagonizó películas de televisión y tuvo funciones recurrentes en tales series como Without a Trace, Gilmore Girls, Ghost Whisperer, Scoundrels, Grey's Anatomy y The Young and the Restless. De 2011 a 2017, protagonizó en el papel de Bay Kennish en la serie de televisión Freeform Switched at Birth.

## Carrera
Marano comenzó a actuar profesionalmente a los siete años. Según una entrevista con su hermana, su madre no quería que ninguno de sus hijos tuviera carreras en el espectáculo, y llevó a las chicas a un agente que creía que era más probable que bajara a los niños, solo para encontrar que Vanessa era aceptada. Su hermana Laura, que estaba en la escena con ella, también impresionó a la agencia. Desde entonces, ha trabajado para producciones en el Teatro Stage Door. Los primeros papeles principales de Marano en la televisión han sido como la hija mayor de Jack Malone en Without a Trace (Sin rastro; ella y la hermana de la vida real Laura se interpretan como hermanas), la hija de Valerie en The Comeback y como Abril Nardini en Gilmore Girls. También interpretó a Layne Abeley en The Clique basada en los libros de Lisi Harrison y Samantha Combs en Dear Lemon Lima. Marano protagonizó un episodio de Ghost Whisperer junto a Jennifer Love Hewitt. Asimismo, Marano interpretó a Edén en The Young and the Restless (Los Jóvenes y el Inquieto) y a Hope en Scoundrels. De 2011 a 2017, protagonizó como Bay Kennish en el programa Switched at Birth de ABC Family TV. En 2013, ella estrelló en Restless Virgins, que fue inspirada por una historia real. 2019 vio a su estrella junto a su hermana Laura en Saving Zoë.

## Vida personal
Marano nació en Los Ángeles, California. Su madre, Ellen, es propietaria del Teatro Infantil Agoura. Su hermana menor, Laura Marano, también es actriz. Marano habla italiano, y su padre es de ascendencia italiana.

## Filmografía

### Películas
| Año  | Título                    | Personaje            | Notas                                    |
| ---- | ------------------------- | -------------------- | ---------------------------------------- |
| 2003 | Easy                      | Pequeña Jamie        | No acreditada                            |
| 2004 | The Brooke Ellison Story  | Joven Brooke Ellison | Película de televisión                   |
| 2006 | Boys Life                 | Sheila               | Película de televisión                   |
| 2007 | Hell on Earth             | Shelly               | Película de televisión                   |
| 2008 | Man of Your Dreams        | Maia                 | Película de televisión                   |
| 2008 | The Clique                | Layne Abeley         | Directa a DVD                            |
| 2009 | Dear Lemon Lima           | Samantha Combs       |                                          |
| 2012 | Your Father's Daughter    | Luciana              | Cortometraje                             |
| 2013 | The Secret Lives of Dorks | Samantha             |                                          |
| 2013 | Restless Virgins          | Emily                | Película de televisión                   |
| 2014 | Senior Project            | Sam                  |                                          |
| 2018 | Daphne y Velma            | Carol                |                                          |
| 2019 | Saving Zoë                | Zoë                  |                                          |
| 2022 | Tratamiento real          | -                    | Productora. Película original de Netflix |

### Televisión
| Año       | Título                            | Personaje                             | Notas                                                                      |
| --------- | --------------------------------- | ------------------------------------- | -------------------------------------------------------------------------- |
| 2002-2009 | Without a Trace                   | Hanna Malone                          | Recurrente (12 episodios)                                                  |
| 2004      | Grounded for Life                 | Lexie                                 | Episodio: «Tombstone Blues»                                                |
| 2005      | Six Feet Under                    | Tate Pasquese                         | Episodios: «Time Flies», «The Silence»                                     |
| 2005      | The Comeback                      | Franchesca                            | 12 episodios                                                               |
| 2005      | Malcolm in the Middle             | Gina                                  | Episodio: «Malcolm Defends Reese»                                          |
| 2005-2007 | Gilmore Girls                     | April Nardini                         | Recurrente (13 episodios)                                                  |
| 2008      | Miss Guided                       | Kelly                                 | Episodio: «Homecoming»                                                     |
| 2008      | The Closer                        | Theresa Monroe                        | Episodio: «Problem Child»                                                  |
| 2008      | Ghost Whisperer                   | Alise Jones                           | Episodio: «Ghost in the Machine»                                           |
| 2008-2010 | The Young and the Restless        | Eden Baldwin                          | Recurrente (59 episodios)                                                  |
| 2009      | Trust Me                          | Haley McGuire                         | Recurrente (5 episodios)                                                   |
| 2009-2011 | Dexter                            | Rebecca Mitchell                      | Recurrente (6 episodios)                                                   |
| 2010      | Untitled Michael Jacobs Pilot     | Bailey Davidson                       | Piloto de película no vendido                                              |
| 2010      | Past Life                         | Susan Charne                          | Episodio: «Dead Man Talking»                                               |
| 2010      | Medium                            | Jennifer Whitten                      | Episodios: «There Will Be Blood.. Type A», «There Will Be Blood... Type B» |
| 2010      | Scoundrels                        | Hope West                             | Rol principal (8 episodios)                                                |
| 2010      | Parenthood                        | Holly                                 | Episodio: «Date Night»                                                     |
| 2010      | Marry Me                          | Imogen Hicks                          | Miniserie                                                                  |
| 2011      | Private Practice                  | Casey                                 | Episodio: «The Hardest Part»                                               |
| 2011      | Love Bites                        | Becky Lerner                          | Episodio: «Too Much Information»                                           |
| 2011      | CSI: Crime Scene Investigation    | Samantha Cafferty                     | Episodio: «CSI Down»                                                       |
| 2011-2017 | Switched at Birth                 | Bay Kennish                           | Rol principal, serie de TV ABC Family                                      |
| 2012      | Grey's Anatomy                    | Holly Wheeler                         | Episodio: «The Girl with No Name»                                          |
| 2012      | Boys Are Stupid, Girls Are Mean   | Narradora                             | 9 episodios                                                                |
| 2013      | Perception                        | Riley                                 | Episodio: «Toxic»                                                          |
| 2014      | NCIS: New Orleans                 | Natalie                               | Episodio: «The Recruits»                                                   |
| 2016      | Outcast                           | Sherry                                | Estrella invitada, 1 episodio                                              |
| 2016      | Gilmore Girls: A Year In The Life | April Nardini                         | 1 episodio                                                                 |
| 2017      | Silicon Valley                    | Estudiante de la Universidad Stanford | Episodios: «Intellectual Property», «Teambuilding Exercise»                |
| 2018      | Bad Boy                           | Ella misma                            | Webserie; Episodio: «Bad Boy & The Gilmore Girl»                           |
| 2018      | Station 19                        | Molly                                 | Episodio: «Not Your Hero» «No Recovery»                                    |
| 2018-2019 | The Dead Girls Detective Agency   | Nancy Graves                          | Protagonista                                                               |
| 2021      | 9-1-1                             | Sydney                                | Episodio: «Future Tense»                                                   |

## Premios y nominaciones
| Año  | Premio                                                             | Producción        | Resultado | Ref.   |
| ---- | ------------------------------------------------------------------ | ----------------- | --------- | ------ |
| 2011 | Teen Choice Awards a la Estrella de Televisión del Verano — Female | Switched at Birth | Nominada  | [ 11 ] |
| 2013 | Teen Choice Awards a la Actriz de Televisión: Drama                | Switched at Birth | Nominada  | [ 12 ] |